# Eupithecia kananaskata
Eupithecia kananaskata là một loài bướm đêm trong họ Geometridae.